# Namysłów

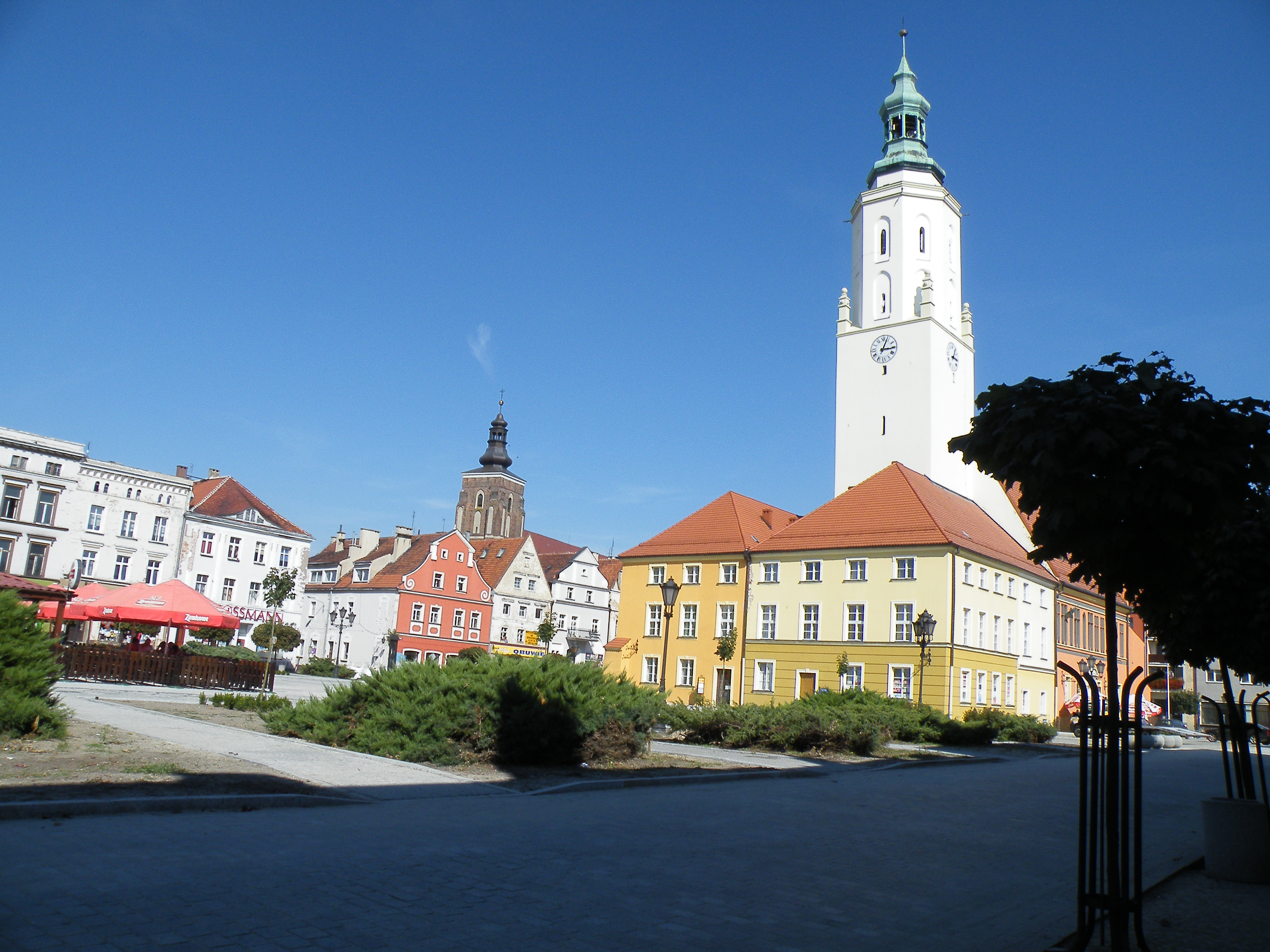
Marktplatz in Namysłów

Namysłów (deutsch: Namslau) ist die Kreisstadt des Powiat Namysłowski in der Woiwodschaft Opole in Polen. Sie zählt 16.250 Einwohner und ist Sitz der Stadt- und Landgemeinde Namysłów mit etwa 25.900 Einwohnern. Sie liegt an der Widawa (Weide), einem rechten Nebenfluss der Oder.

## Geographie
Namysłów liegt etwa 60 km östlich von Breslau und 55 km nördlich von Oppeln. Die historische Altstadt liegt am Mühlgraben, einem Seitenarm der Weide, die nordöstlich von Namysłów zum Stausee Jezioro Michalickie aufgestaut wird. Es ist von zahlreichen Waldgebieten umgeben, darunter im Südwesten der Namslauer Stadtwald.
Stadtteile von Namysłów:
- Śródmieście (Innenstadt)
- Stare Miasto Namysłów (Altstadt Namslau)
- Osiedle za Widawą
- Osiedle Majowe
- Osiedle Ogrodowe
- Osiedle Reymonta
- Osiedle Leśne

Nachbarorte von Namysłów sind im Norden Smarchowice Małe (Deutsch Marchwitz), im Nordosten Józefków (Jauchendorf) und Michalice (Michelsdorf), im Osten Kamienna (Giesdorf), im Südosten Łączany (Lankau), im Süden Smarchowice Wielkie (Groß Marchwitz) und im Westen Ligotka (Ellguth).

## Geschichte

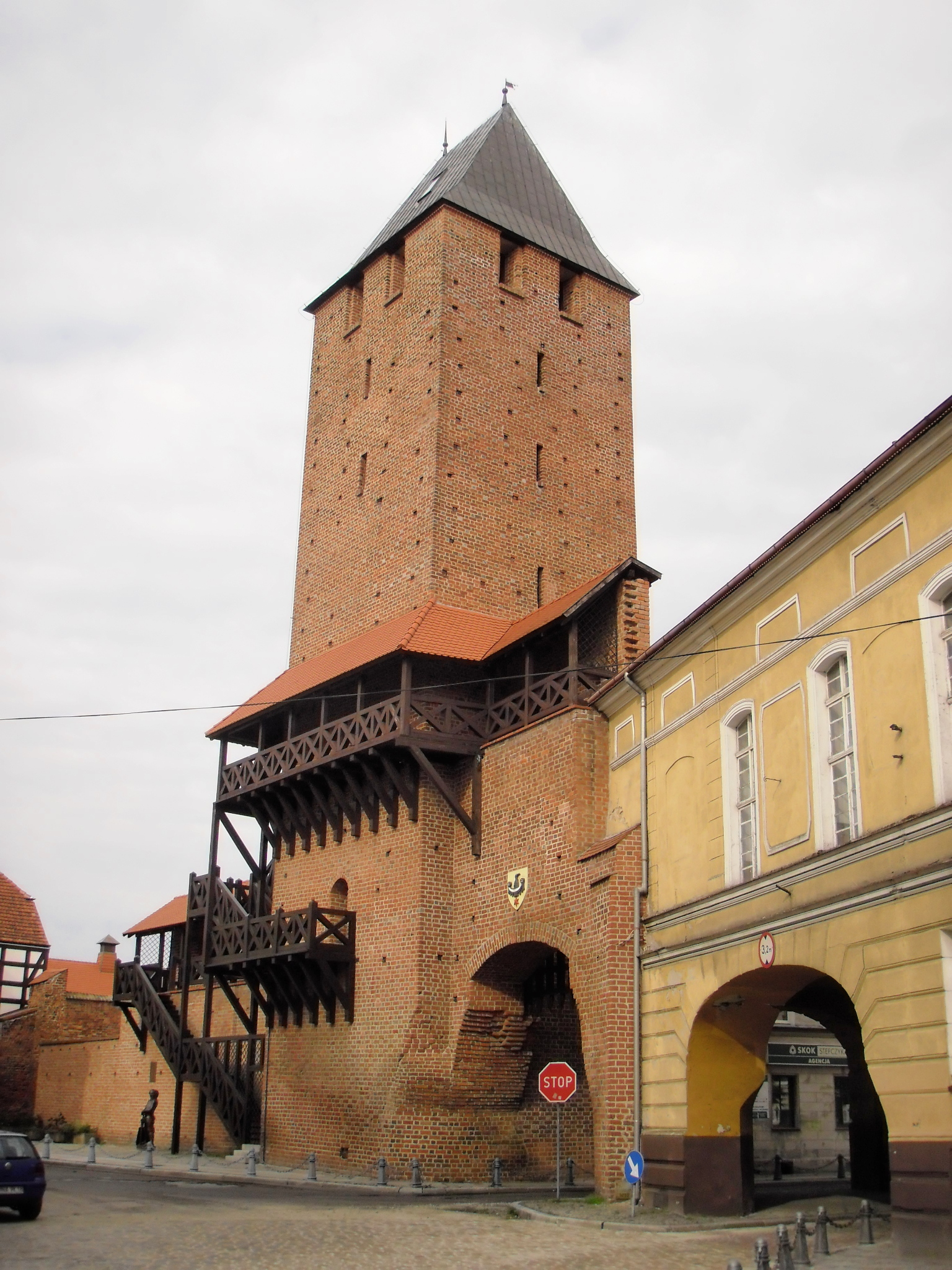
Krakauer Tor

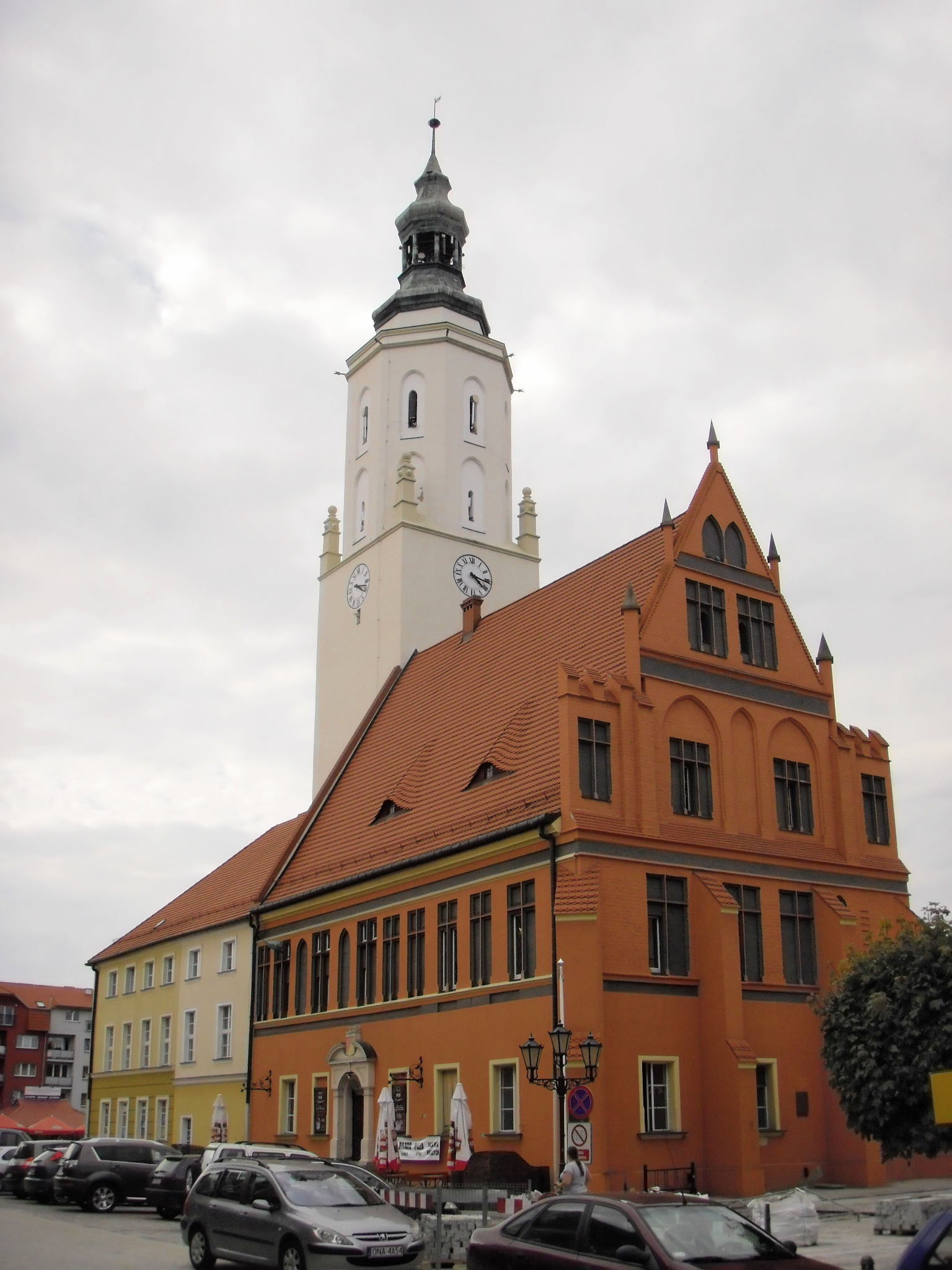
Rathaus

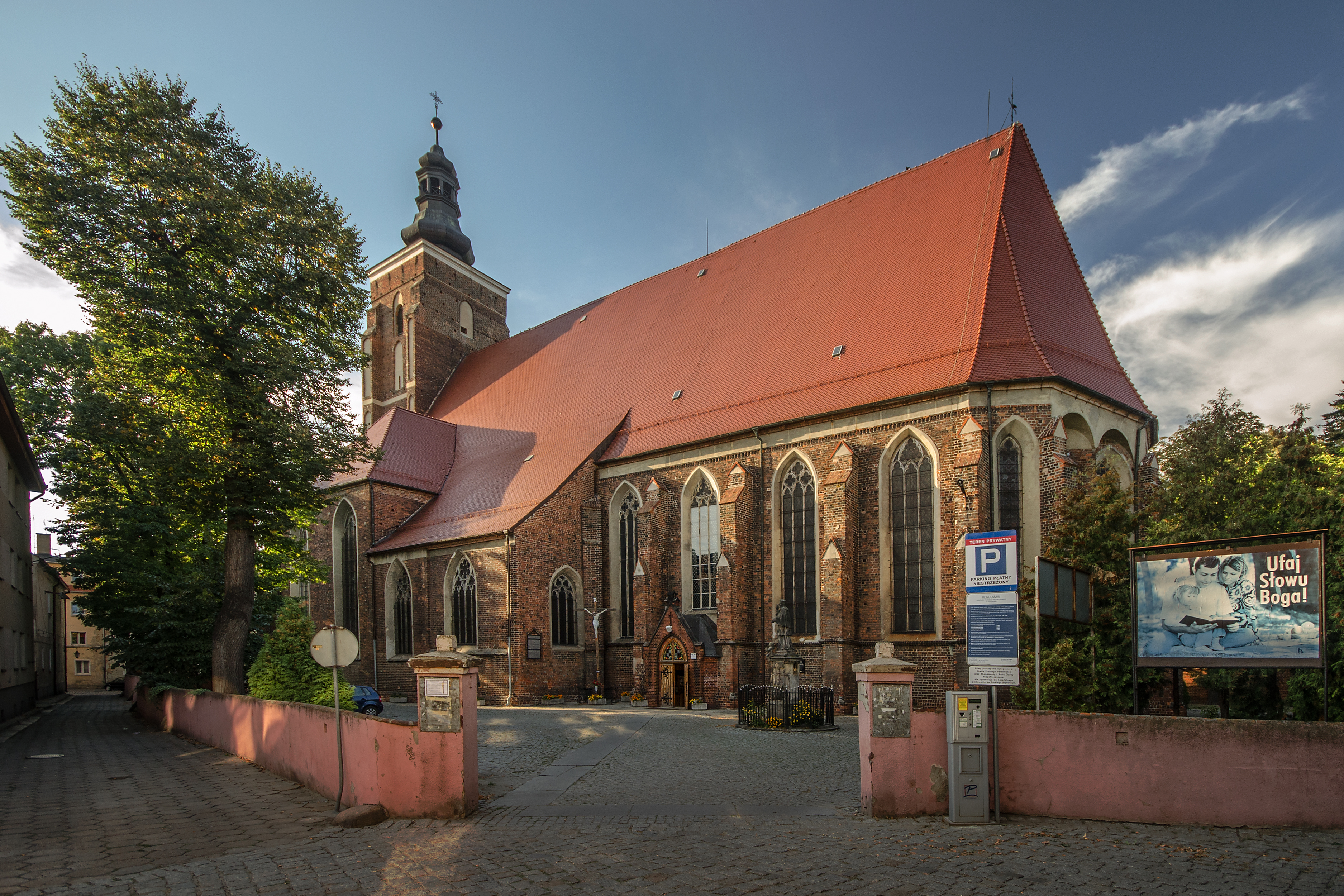
Stadtpfarrkirche St. Peter und Paul

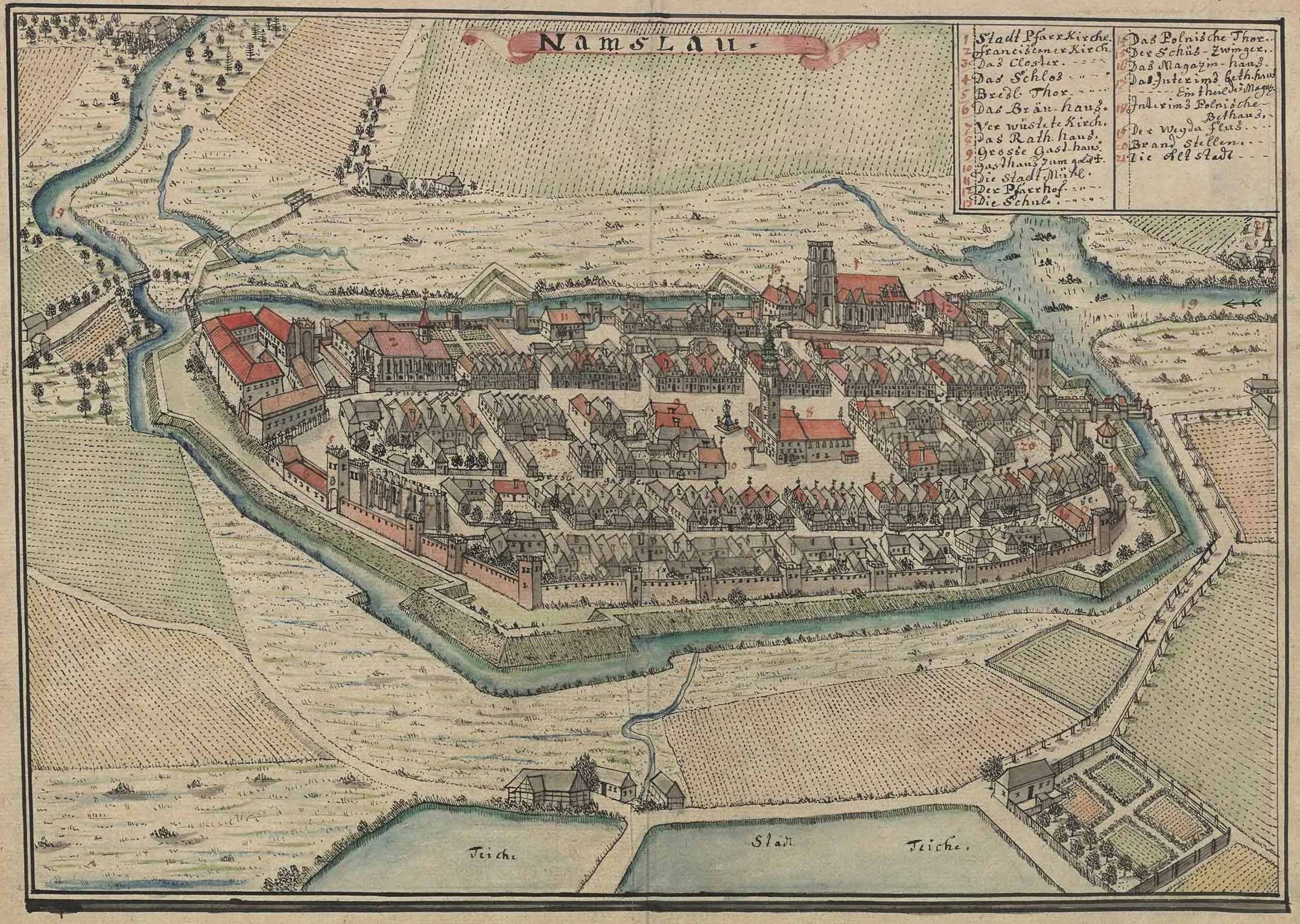
Namslau im 18. Jahrhundert

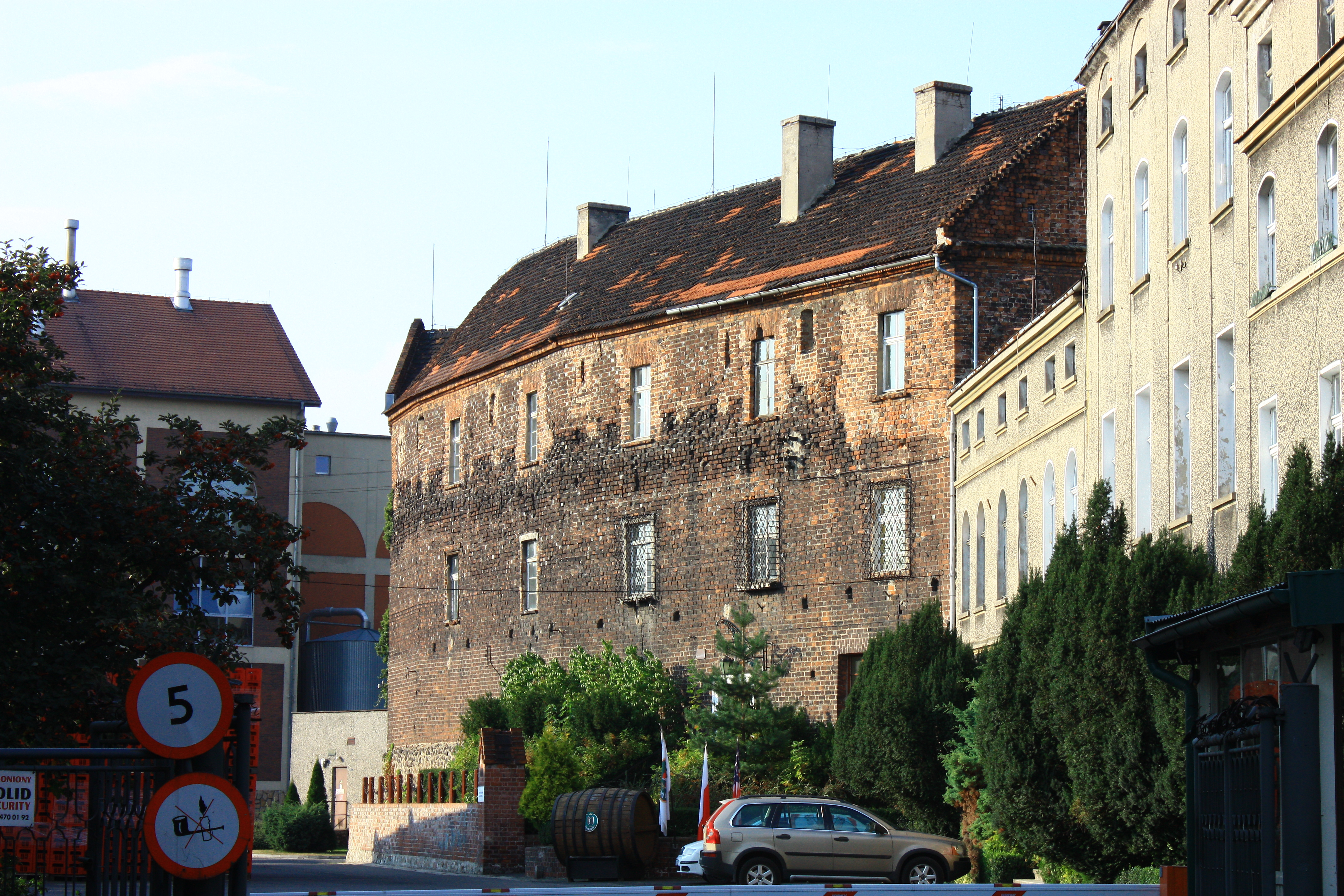
Schloss Namslau

Im 13. Jahrhundert entstand am rechten Ufer der Weide eine erste slawische Siedlung, welche heute unter dem Namen Namslau Altstadt besteht. Der heutige Stadtteil der Stadt liegt nordöstlich des Stadtkerns. 1233 wird erstmals ein Kaplan von „Namizlow“ erwähnt, welcher die Gegend deutschrechtlich besiedelte. 1239 wird für die Siedlung ein hölzerner Wirtschaftshof erwähnt. Nach der Zerstörung während des Feldzugs der Goldenen Horde 1241 wurde Namslau im Jahre 1249 neu gegründet und von Boleslaw II. von Schlesien mit Stadtrechten versehen. Die Stadtanlage entstand südwestlich der slawischen Siedlung am linken Ufer der Weide entlang der alten Handelsstraße, die von Breslau nach Krakau verlief. Die Stadt entstand als typische Kolonistenstadt mit rechteckigem Ring (135 × 80 m) in der Ortsmitte mit einem gitterförmigen Straßennetz und einer zunächst hölzernen Burg im Westen. 1278 wurde erstmals die Pfarrkirche St. Peter und Paul erwähnt.
Bis 1294 war Namslau Teil des Herzogtums Breslau, von 1312 bis 1323 wurde die Stadt Sitz des Herzogtum Namslau, in diesem Zusammenhang wurde auch 1312 die neue Burg erwähnt. In Besitz des polnischen Königs Kasimir des Großen kam die Stadt 1341, nachdem Herzog Konrad I. Namslau, zusammen mit den Städten Kreuzberg und Konstadt aufgrund finanzieller Schwierigkeiten verpfänden musste. Ihre Zugehörigkeit zu Polen endete 1348, da in Namslau der Vertrag von Namslau zwischen Kasimir und dem böhmischen Landesherrn Kaiser Karl IV. von Luxemburg geschlossen wurde, nach dem der polnische König zu Gunsten Böhmens auf Schlesien verzichtete; im Gegenzug gab Böhmen seine Ansprüche auf den polnischen Thron auf. Die bisher nur aus Gräben und hölzernen Wällen geschützte Stadt erhielt ab 1350 eine steinerne Stadtmauer. Die Grundsteinlegung für die steinerne Mauer erfolgte im Jahr 1350 durch Kaiser Karl IV. Vollendet wurde die Stadtbefestigung 1359 und besaß zwei Stadttore: das Breslauer Tor im Westen und das Krakauer Tor im Osten. Ende des 14. Jahrhunderts wurden die Stadttore erhöht und neue Türme errichtet. Ab 1360 wurde die Burg Namslau aus Stein neu erbaut. Zwischen 1374 und 1378 entstand das Rathaus im gotischen Stil in der Mitte des Rings. 1380 erhielt Namslau die Erlaubnis, im Jahre zwei Jahrmärkte abhalten zu dürfen.
Im 15. Jahrhundert war Namslau für kurze Zeit Freie Stadt und profitierte wirtschaftlich vom Anschluss an den Handelsweg von Breslau nach Krakau. Vor allem die Leinenherstellung wurde zu einem wichtigen Erwerbszweig. Trotz mehrerer Stadtbrände konnte sich Namslau wirtschaftlich gut entwickeln. Während der Hussitenkriege wurde die Stadt 1418 und 1428 erfolglos belagert. Zwischen 1405 und 1493 entstand der steinerne spätgotische Kirchenbau der Pfarrkirche St. Peter und Paul.
1453 fand in Namslau erneut ein wichtiges politisches Ereignis statt: Namslau weigerte sich als einzige schlesische Stadt neben Breslau, dem umstrittenen böhmischen König Ladislaus Postumus zu huldigen. Später erkannte die Stadt zwar Matthias Corvinus als König an, fiel aber gemäß dem Frieden von Olmütz 1479 unter die Herrschaft von Vladislav II. und 1526 an die Habsburger.
Im Dreißigjährigen Krieg wurde die Stadt von den Schweden nach längerer Belagerung erobert. Zur Abwehr vor den königlichen schwedischen Truppen ließ man 1647 die Vorstädte von Namslau niederbrennen. Dabei wurden auch zwei ursprünglich aus dem 15. Jahrhundert stammende Kapellen, die Salvator- und die Barbarakapelle, zerstört. Bedingt durch die Belagerungen und Zerstörungen kam es zu einem wirtschaftlichen Niedergang der Stadt. Zudem zerstörte 1682 ein Feuer wiederum einen Großteil der Stadt, wodurch der wirtschaftliche Niedergang nochmals gestärkt wurde. Die alte Burg wurde 1703 von Kaiser Leopold I. an den Deutschen Orden übergeben, der hier eine Komturei einrichtete.
Nach dem Ersten Schlesischen Krieg 1741 fiel Namslau wie ganz Schlesien an Preußen und wurde im Zuge des Siebenjährigen Krieges von der Kaiserlichen und später von der Zaristische Armee erobert. Unter den Preußen erhielten die Namslauer Protestanten ein erstes Bethaus. Dieser Fachwerkbau entstand zwischen 1752 und 1754. Zwischen 1787 und 1789 wurde unter der Leitung des Architekten Johann Martin Pohlmann eine steinerne Kirche für die protestantische Kirchengemeinde erbaut.
Von 1806 bis 1807 fand sich Namslau mehrfach unter französischer Besetzung. 1810 wurde das Schloss säkularisiert. Am 3. Dezember 1806 zeichnete sich der Wittelsbacher Karl August von Zweybrücken als Rittmeister und Führer einer Bayerischen Reitertruppe aus. Er sollte mit sechs weiteren Chevaulegern hier Pferde besorgen und sie wurden in einem Haus von preußischen Reitern überfallen. Zweybrücken sah frühmorgens aus seinem Fenster nahezu 40 feindliche Kürassiere heranreiten und schoss sofort auf sie. Er verbarrikadierte sich mit seinen wenigen Männern, wies mehrere Angriffe ab und leistete so heftigen Widerstand, dass die Eindringlinge dachten, das Haus sei stark besetzt. Schließlich zogen die Preußen am Nachmittag unverrichteter Dinge ab. Diese Episode wurde weithin bekannt und später auch unter dem Titel „Entschlossen und furchtlos in hohem Grade“ als bayerische Heldentat in Band 1 des Gedenkwerkes Der bayerische Soldat im Felde publiziert. Es gibt ein Gemälde davon und Gustav Freytag wählte das Ereignis als reale Vorlage für seine Schilderung einer Schlossverteidigung am Ende des Romans Soll und Haben.
Im 19. Jahrhundert erfolgte ein Aufschwung auf geistiger wie auf wirtschaftlicher Ebene. 1846 kam die erste Namslauer Zeitung heraus, und 1862 wurde die Stadt telegrafisch mit Breslau verbunden. Bedeutend war auch der Anschluss an die Eisenbahnlinie Breslau–Kreuzburg 1868 und 1899 die Verbindung mit Oppeln. Das bekannteste Unternehmen war die Brauerei Haselbach. August Haselbach erwarb 1862 die 1538 errichtete Schlossbrauerei und kaufte 1895 das Schloss. Die industriell produzierende Großbrauerei war das Vorbild für weitere Haselbach-Brauereien in ganz Deutschland.
Nach dem Ersten Weltkrieg verlor Namslau einen Teil seines Hinterlandes, da die nördlichen Gebiete bei Rychtal an Polen abgetreten werden mussten. Während des Zweiten Weltkriegs errichteten die Nationalsozialisten auf dem Stadtgebiet ein Nebenlager des Konzentrationslagers Groß-Rosen. Am 19. Januar 1945 erfolgte die Räumung der zivilen Bevölkerung der Stadt Namslau vor der heranrückenden Roten Armee, die am 21. Januar 1945 wurde die Stadt eroberte. Den Kämpfen um die Stadt fielen über 50 % der Bebauung zum Opfer. Am 30. April 1945 wurde Namslau als Namysłów Teil Polens, die deutsche Bevölkerung wurde bis 1947 vertrieben, an ihre Stelle kamen neben Einwanderern aus dem zentralen Polen auch solche, die im Zuge der Zwangsumsiedlung von Polen aus den ehemaligen polnischen Ostgebieten 1944–1946 vertrieben worden waren. Nach dem Krieg wurde mit dem Wiederaufbau der Altstadt begonnen, jedoch wurde die 1789 fertiggestellte evangelische Andreaskirche 1962 abgerissen.

### Etymologie des Stadtnamens
Der Ortsname Namslau bzw. Namysłów leitet sich noch aus der Zeit der Slawen ab. Sie benannten so den Bereich, wo die alte Handelsstraße Breslau–Krakau über die Weide führte, Namul Slawa. Übersetzt bedeutet dies in etwa Berühmter Sumpf. Mit dem Zuzug deutscher Siedler im 13. Jahrhundert wurde die Ortsbezeichnung Namslaw übernommen, woraus sich im Laufe der Jahrhunderte der deutsche Ortsname Namslau bildete.

## Sehenswürdigkeiten
- → Hauptartikel: Rathaus (Namysłów)

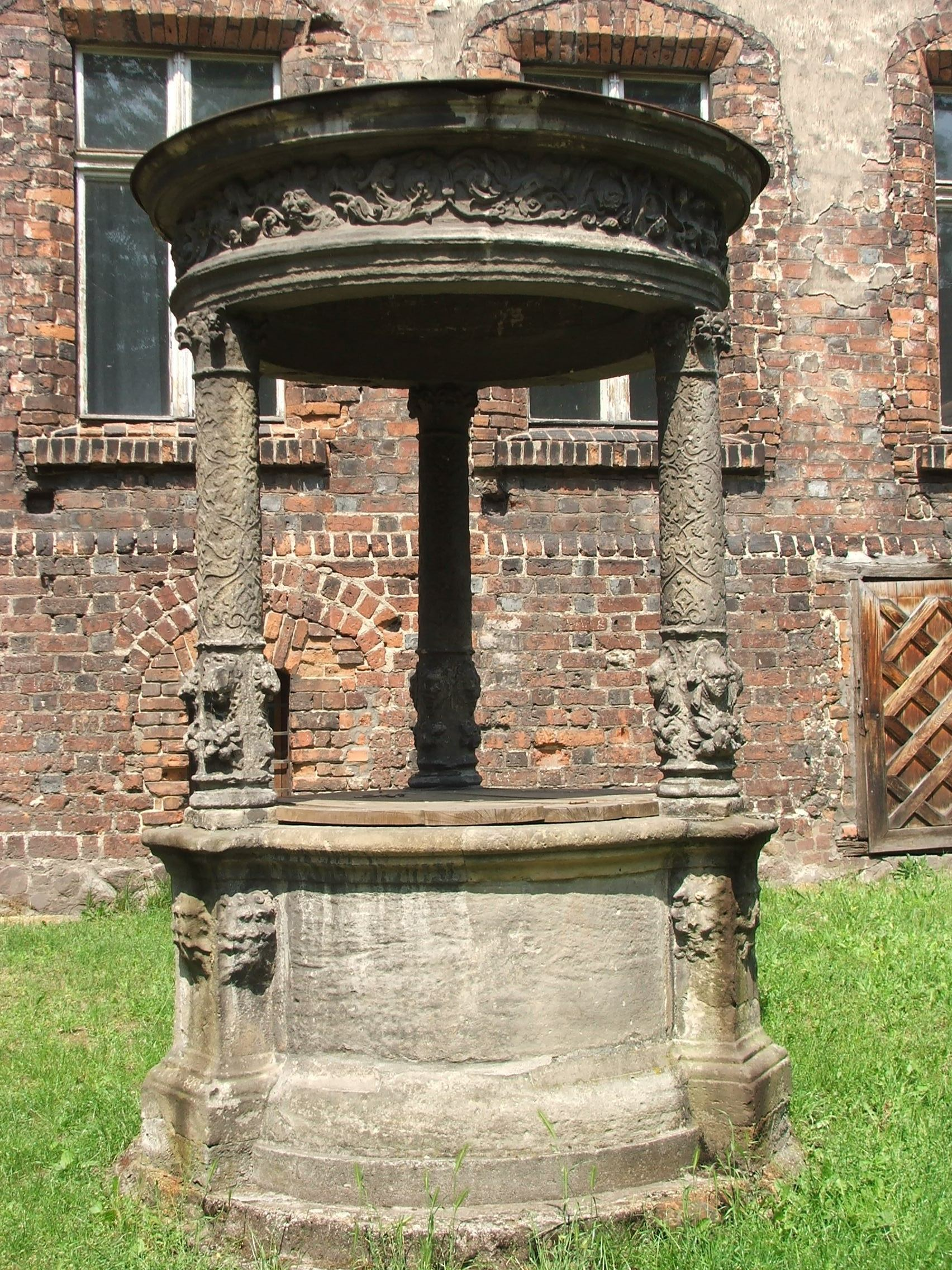
Renaissancebrunnen im Schlosshof

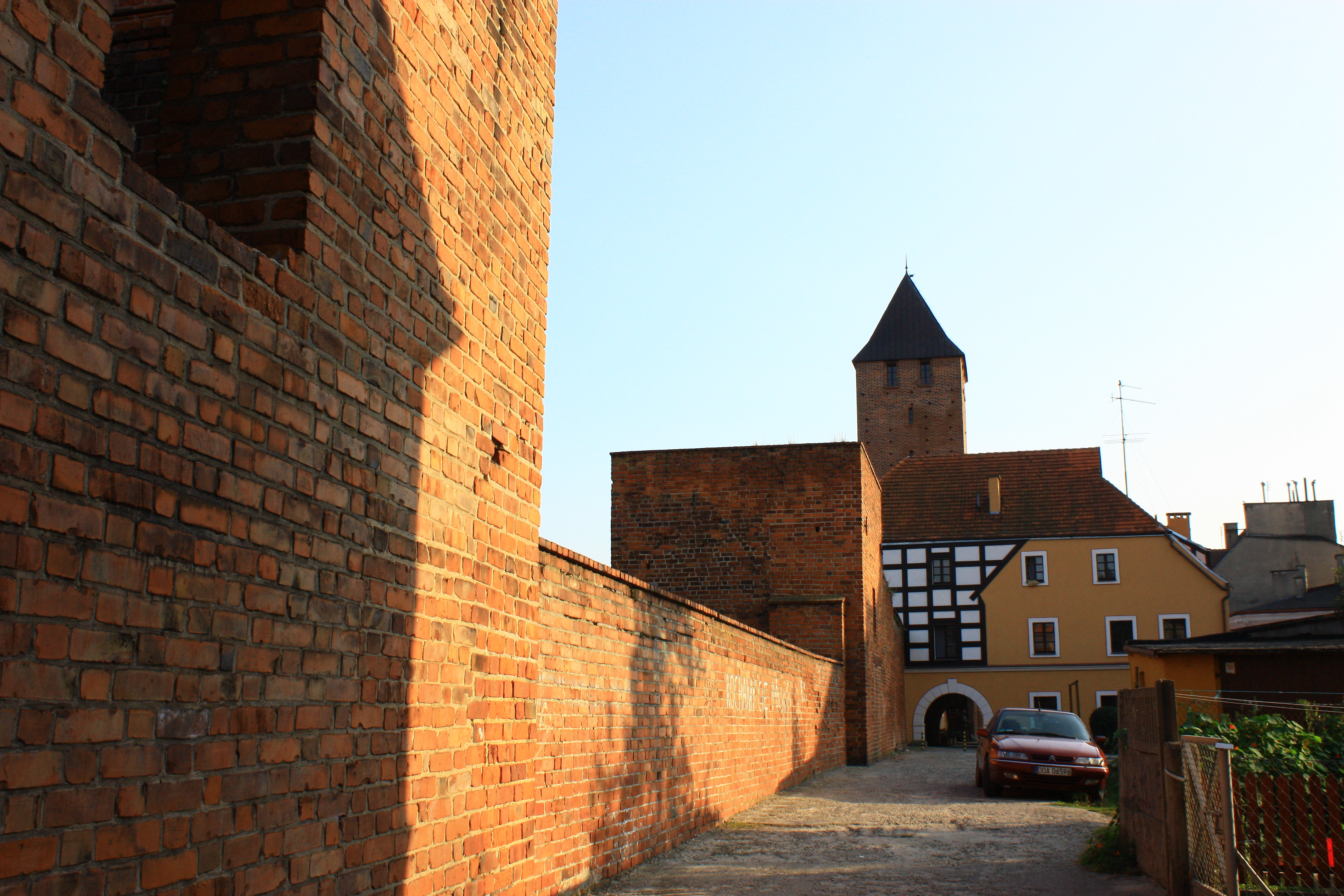
Stadtmauer

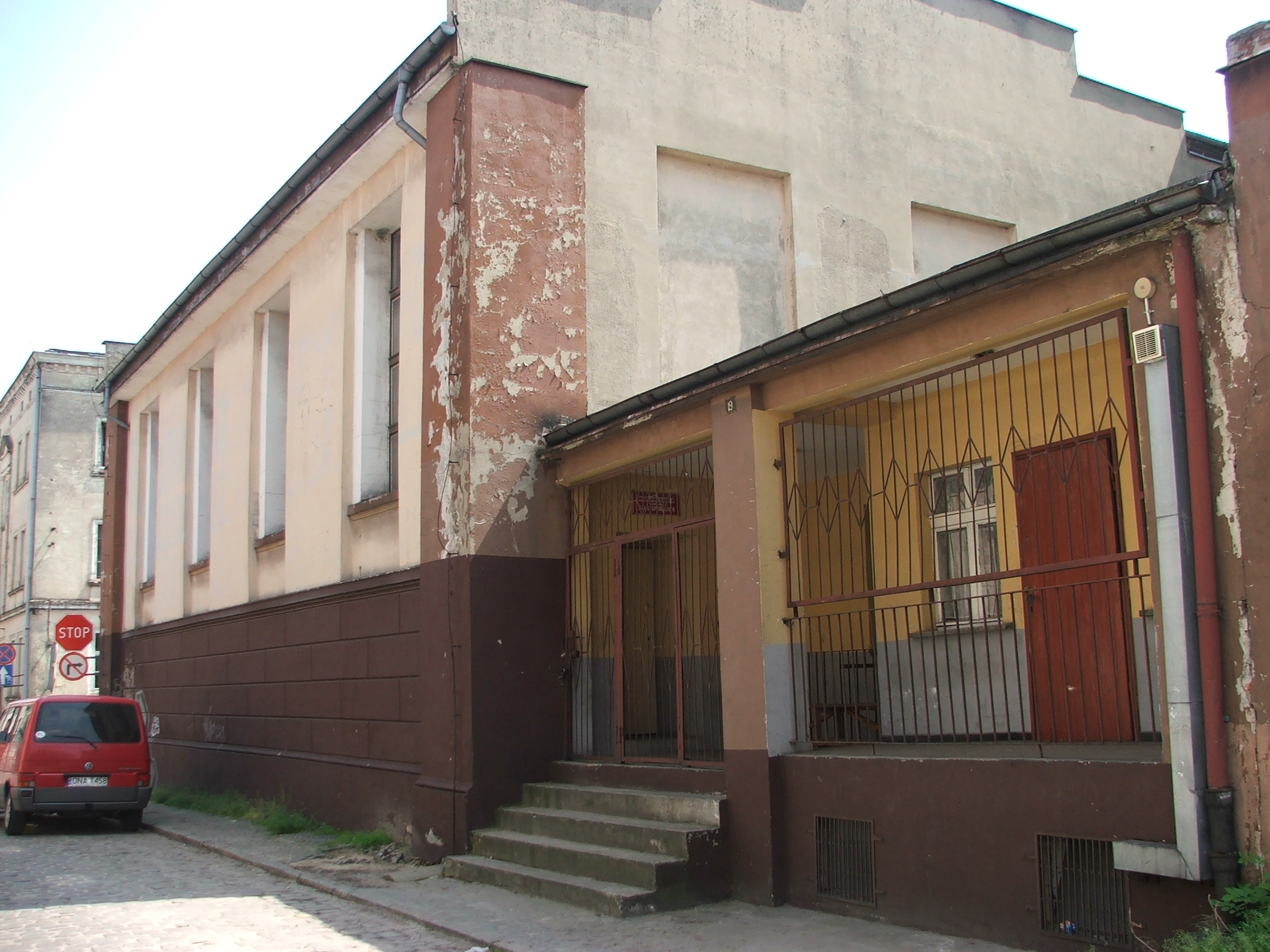
Ehemalige Synagoge

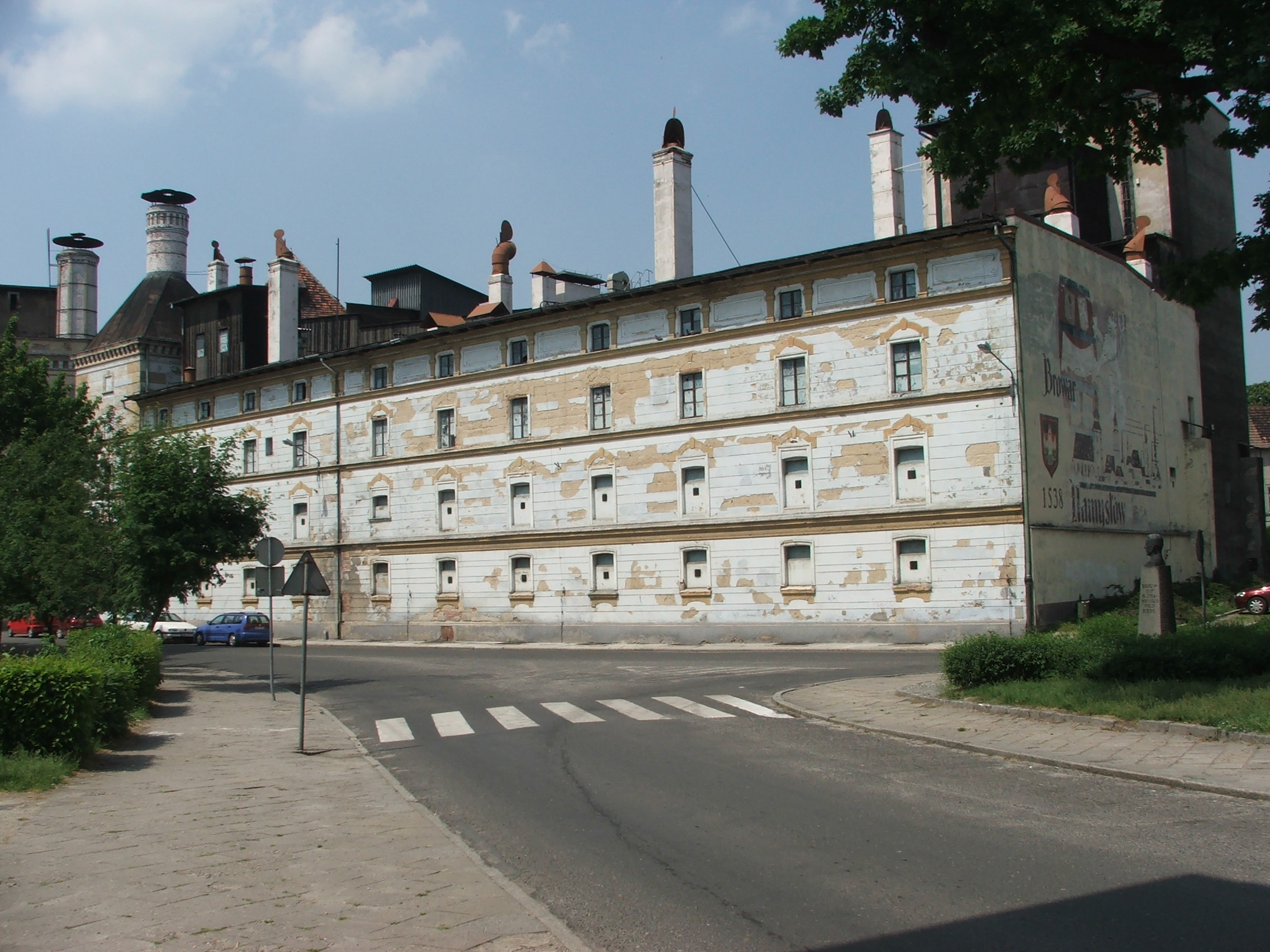
Brauerei

  - Das Wahrzeichen der Stadt ist das Rathaus in der Mitte des Rings. Der 57 m hohe spätgotische Turm, wurde 1625 mit einem bedeutenden Renaissance-Turmhelm versehen. Der Rathausbau selbst stammt aus den Jahren 1374 bis 1378. Die Bürgerhäuser auf dem Ring stammen aus dem 18. und 19. Jahrhundert.
- → Hauptartikel: St. Peter und Paul (Namysłów)
  - Die bedeutende gotische Pfarrkirche St. Peter und Paul wurde von 1405 bis 1441 errichtet. Die große dreischiffige Hallenkirche mit Sterngewölbe entstand nach dem Vorbild der Breslauer Kirche St. Maria auf dem Sande.
- → Hauptartikel: Franziskanerkirche (Namysłów)
  - Die gotische Franziskanerkirche aus dem 14. Jahrhundert besitzt eine barocke Ausstattung. Zwischen 1810 und 1988 diente das Gotteshaus als Lagerfläche.*

- - Das alte Schloss des Deutschen Ordens wurde 1312 erstmals erwähnt und um 1360 als Steinbau erbaut. Gegen Ende des 16. Jahrhunderts erfolgte ein erneuter Umbau und um 1600 wurde dort ein Renaissancebrunnen aufgestellt. Heute ist es wieder im Besitz einer Brauerei.
- → Hauptartikel: Stadtbefestigung (Namysłów)
  - Die in Teilen erhaltene Stadtbefestigung wurde im 14. Jahrhundert errichtet und im 17. Jahrhunderten mit Bastionen ausgebaut. Mitte des 19. Jahrhunderts wurde ein Teil der Stadtmauer geschleift. Erhalten haben sich vor allem Mauerreste im südlichen und östlichen Bereich der Altstadt sowie der Krakauer Torturm. Das Tor mit dem 26 m hohen Pulverturm wurde 2006 saniert und umgestaltet (Rekonstruktion von Fallgatter, Turmhelm und hölzernen Wehrgängen).
- An der ul. Dubois Stanisława haben sich die Außenmauern der ehemaligen Namslauer Synagoge erhalten. Das Gebäude wird heute als Turnhalle genutzt.
- Fachwerkhaus Izba Regionalna, ehemalige Evangelische Schule zwischen 1793 und 1794 errichtet[4]
- Römisch-katholische Allerheiligenkapelle auf dem Friedhof
- Römisch-katholische Kirche Unbefleckte Empfängnis aus dem 14. Jahrhundert im Ortsteil Namslau Altstadt
- Lapidarium der 1962 abgerissenen evangelischen Andreaskirche
- Alter jüdischer Friedhof
- Ehemaliger evangelischer Friedhof
- Fabrikgebäude der Brauerei Namslau
- Empfangsgebäude des Bahnhofes Namysłów
- Wasserturm am Bahnhof
- Wasserturm an der ul. Łączańska
- Denkmal für Stephan Báthory am Bahnhof
- Denkmal für Jan Skala
- Alte Mühle aus Backstein an der Weide

## Einwohnerentwicklung
Einwohnerzahlen von Namysłów nach dem jeweiligen Gebietsstand:
| Jahr    | Einwohner |
| ------- | --------- |
| 1787    | 2.561     |
| 1875    | 5.383     |
| 1880    | 5.868     |
| 1885    | 5.890     |
| 1890    | 6.167     |
| 1895    | 6.334     |
| 1910 *) | 6.062     |
| 1933    | 7.325     |
| 1939    | 8.196     |
| 1975    | 12.400    |
| 1983    | 13.700    |
| 1995    | 20.104    |
| 2000    | 18.940    |
| 2005    | 18.215    |

## Verkehr

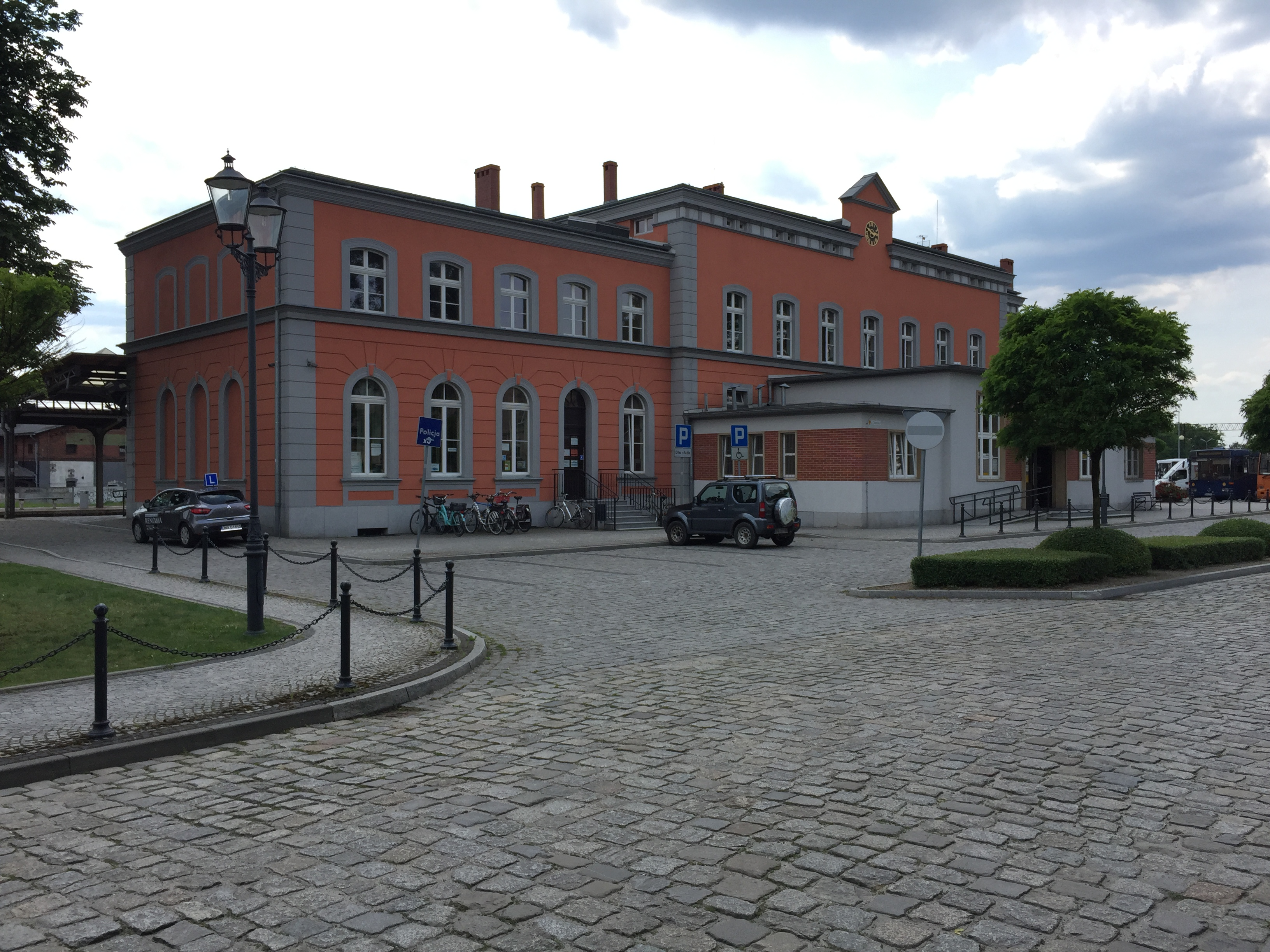
Empfangsgebäude des Bahnhofs Namysłów

Die Stadt hat einen Bahnhof an der Bahnstrecke Kalety–Wrocław, früher bestand Anschluss an die Bahnstrecke Opole–Namysłów und die Bahnstrecke Namysłów–Kępno, von der im Ortsteil Bukowa die Bahnstrecke Syców–Bukowa Śląska abzweigte.
Durch die Stadt führt die Landesstraße Droga krajowa 39. Die Landesstraße Droga krajowa 42 und die Woiwodschaftsstraße Droga wojewódzka 451 enden in der Stadt.

## Partnerstädte und -gemeinden
- Nebelschütz,  Deutschland
- Hlučín, Tschechien
- Jaremtscha, Ukraine
- Kisköre, Ungarn (seit 2003)
- Verbandsgemeinde Linz am Rhein, Deutschland

## Persönlichkeiten

### Söhne und Töchter der Stadt
- Samuel von Butschky (1612–1678), Dichter des Barock
- David Tobias Knoll (1736–1818), Kaufmann und Komponist
- Karl Friedrich Franciscus von Steinmetz (1768–1837), preußischer Generalleutnant und Kartograf
- Arthur Müller (1828–1873), Theaterdichter und Lyriker
- Guido Stache (1833–1921), österreichisch-ungarischer Geologe und Paläontologe
- August Fuhrmann (1844–1925), deutscher Medienunternehmer und Fotograf
- Albert Bielschowsky (1847–1902), Literaturwissenschaftler
- Rudolf Abicht (1850–1921), Theologe, Slawist und Orientalist
- Ludwig Schneider (1855–1943), Architekt
- Alfred Bielschowsky (1871–1940), Ophthalmologe
- Paul Landau (1880–1951), Journalist und Schriftsteller
- Hermann Schiftan (1883–1942), Jurist, Kaufmann, Kunstsammler und ein Opfer des Röhm-Putsches
- Otto Kynast (1892–1963), Unternehmer und Fahrradfabrikant
- Edgar Kittner (1901–1989), Unternehmer, Gründer der Kittner-Gruppe und Rennfahrer
- Wolfgang Galinsky (1910–1998), Jurist, Oberregierungsrat und Diplomat
- Martin Gritz (1916–2002), römisch-katholischer Geistlicher, Militärgeneralvikar
- Christof Grüger (1926–2014), Glaskünstler
- Karl-Ernst Lober (1927–2008), Politiker (NPD)
- Sigrid Warnicke (* 1937), Politikerin (SPD)
- Ulrich B. Müller (1938–2023), evangelischer Theologe
- Hubert Mordek (1939–2006), Historiker
- Joachim Kuropka (1941–2021), Historiker
- Marianne Polz (* 1944), Germanistin und Didaktikerin
- Teresa Ceglecka-Zielonka (* 1957), Politikerin (Prawo i Sprawiedliwość)
- Marek Masnyk (* 1956), Historiker
- Janusz Trzepizur (* 1959), Hochspringer
- Marta Chrust-Rożej (* 1978), Leichtathletin

### Personen, die vor Ort gewirkt haben
- Adam von Dobschütz (1558–1624), Ratsherr und Landeshauptmann, Hauptmann des Weichbildes Namslau
- Bartholomäus von Dobschütz (1568–1637), Gutsbesitzer und Kaufmann, Hauptmann des Weichbildes Namslau
- Franz Johann von Sweerts-Reist (1613–1700), schlesischer Offizier und Gutsbesitzer, Oberstleutnant und Kommandant in Namslau
- Christian Hoffmann von Hoffmannswaldau (1616–1679),  schlesischer Lyriker und Epigrammatiker, Direktor des Burglehns Namslau
- Johann Moritz von Strachwitz (1721–1781), Apostolischer Vikar, Generalvikar und Weihbischof in Breslau, 1744–1748 Pfarrer in Namslau
- Carl Friedrich Eduard Bartsch (1802–1882), deutscher Jurist und Politiker, Hilfsarbeiter am Landgericht Namslau
- Hermann Gleich (1815–1900), Weihbischof in und Kapitularvikar von Breslau, zeitweise Kaplan in Namslau
- Adalbert Kraetzig (1819–1887). deutscher Richter und Mitglied des deutschen Reichstages, zeitweise Anwalt in Namslau
- Eugen Balluseck (1823–1864), deutscher Jurist, Kreisrichter in Namslau
- Theodor Perniock (1852–1912), Jurist und Mitglied des deutschen Reichstages, zeitweise Anwalt am Amtsgericht Namslau
- Georg Snay (1862–1930), Oberbürgermeister von Görlitz, Jurist in Namslau
- Friedrich von Marées (1864–1914), Verwaltungsbeamter, Landrat des Kreises Namslau, verstarb in Namslau
- Heinrich von Lüttwitz (1896–1969), deutscher General der Panzertruppe, Chef der 4. Eskadron in Namslau
- Friedrich Johann Graf von Medem (1912–1984), Zoologe, besuchte die Volksschule in Namslau

### Ehrenbürger
- Theo Schöller (1917–2004), deutscher Unternehmer, seit 1995 Ehrenbürger

## Gemeinde
Die Stadt Namysłów ist Hauptort der gleichnamigen Stadt-und-Land-Gemeinde (gmina miejsko-wiejska). Die Gemeinde hat eine Fläche von 290 km² und zu ihr gehören neben der Stadt 32 Dörfer mit einem Schulzenamt.